# Луогозано
Луогозано, Луоґозано (італ. Luogosano) — муніципалітет в Італії, у регіоні Кампанія,  провінція Авелліно.
Луогозано розташоване на відстані близько 240 км на південний схід від Рима, 65 км на схід від Неаполя, 19 км на північний схід від Авелліно.
Населення — 1208 осіб (2014).
Щорічний фестиваль відбувається 2 червня. Покровитель — San Marcellino.

## Демографія
Населення за роками:

Станом на 1 січня 2023 року в муніципалітеті офіційно проживали 23 іноземці з 6 країн, серед них 15 громадян країн Євросоюзу та 2 громадяни України.

## Сусідні муніципалітети
- Фонтанароза
- Лапіо
- Патернополі
- Сан-Манго-суль-Калоре
- Сант'Анджело-алл'Еска
- Тауразі